# Échantillonnage (marine)
Pour les articles homonymes, voir Échantillonnage.
L'échantillonnage, en architecture navale, consiste à définir la nature et les dimensions des matériaux constituant la structure d'un navire, en particulier l'épaisseur du bordage de la coque.

## Spécification des échantillonnages
Ils sont définis sur des plans d'ensemble ou de détail, en particulier sur la coupe au maître.